# 박기효
박기효(朴基孝, 일본식 이름: 三井基義미쓰이 모토요시, 1897년 6월 11일 ~ ?)는 일제강점기의 기업인으로, 본적은 함경남도 북청군 읍내면이다. 본관은 밀양이다.

## 생애
1912년 북청공립보통학교를 졸업했고 1914년 3월 북청공립농업학교를 졸업했다. 1918년 함경남도 북청군 북청읍에서 미곡 무역상으로 근무했고 공흥(共興)주식회사 이사(1925년 ~ 1942년), 북청전등주식회사 이사 및 감사(1927년 ~ 1935년), 밀양정미소주식회사 이사(1933년 ~ 1939년), 함흥택시주식회사 감사(1935년 ~ 1937년)를 역임했다.
1936년 2월 조선산금조합(朝鮮産金組合) 상무이사로 임명되었으며 1937년 4월 조선산금조합 평의원으로 선출되었다. 1937년부터 1942년까지 대창산업주식회사 이사를 역임했고 1937년부터 1939년까지 합명회사 응덕사(鷹德社, 부동산 유가증권 매매업 전문 회사) 사장을 역임했다.
1937년 7월 경성부 본정 경찰서에 만주군 위로금으로 1,500원을 기부했고 같은 해 9월 경기도군용기헌납기성회에 1,000원을 헌납했다. 1938년부터 1939년까지 국민정신총동원조선연맹 발기인, 평의원, 참사를 역임했으며 1938년 12월 국민조선총동원조선연맹에 생활개선자금으로 10,000원을 기부했다.
1939년 시가 4,000여 원 상당의 금제품 130여 점을 조선총독부에 헌납했고 같은 해에 북선제지화학공업주식회사(北鮮製紙化學株式會社) 대주주를 역임했다. 북선제지화학공업주식회사 대주주 재직 시절 주식 4,500주를 소유했다. 1939년 7월 육군지병원훈련소에 40,000원을 기부했으며 1940년부터 1944년까지 국민총력조선연맹 평의원을 역임했다.
1940년 9월 육군지원병훈련소에 생도교양시설비로 10,000원을 기부했으며 그 공로로 일본 정부로부터 감수포장(紺綏褒章)을 받았다. 1940년 11월 조선군사후원연맹에 2,500원을 기부했고 1941년 8월 임전대책협의회 준비위원과 상임위원을 역임했다. 1941년 9월 임전대책협의회 채권가두판매대 경성역대에 참여했으며 1941년 10월 조선임전보국단 발기인과 준비위원, 상무이사를 역임했다. 1942년부터 1945년까지 매일신보사 대주주와 이사를 역임했으며 매일신보사 대주주 재직 시절 주식 2,000주를 소유했다.
민족문제연구소의 친일인명사전 수록자 명단의 경제 부문, 친일반민족행위진상규명위원회가 발표한 친일반민족행위 705인 명단에 포함되었다.

## 참고자료
- 친일반민족행위진상규명위원회 (2009). 〈박기효〉. 《친일반민족행위진상규명 보고서 Ⅳ-6》. 서울. 104~128쪽.